# ЛГБТ-история
ЛГБТ-история (англ. LGBT history) — история лесбиянок, геев, бисексуалов и трансгендерных людей. История ЛГБТ начала всерьёз исследоваться в 1970-е годы.

## Древний мир
При подходе к изучению в древности, необходимо учитывать, что современная концепция гомосексуальности не может быть применена, и более уместно говорить о «гомосексуальных практиках», поскольку наиболее распространённой была бисексуальность. В древние времена брак был не только институтом, основанном на любви и эмоциональной поддержке, но и средством получения выгод, наличием потомства для обеспечения будущего в старости, заключения политических союзов и передачи наследства, а также средством увеличения военной мощи общины через потомство. Поэтому брак был обязанностью, а исключительная гомосексуальность — роскошью, которую могли себе позволить лишь немногие.
Следует также иметь в виду, что социальное суждение о сексуальных актах не было основано на сексуальной ориентации или гендерном отношении партнёров. Вместо этого в анальном сексе существовало различие в ролях, активных или пассивных. Активная роль ассоциировалась с мужественностью, в то время как пассивная — с женственностью или отсутствием мужественности; поэтому последняя роль неодобрительно рассматривалась в обществе.

### Месопотамия
Мужские гомосексуальные практики описаны ещё в шумерский период как среди мужчин, так и среди мальчиков. В шумерской цивилизации (3000 год до н. э.) зафиксировано существование жрецов-певцов, называемых ассину, что буквально означает «человек-матка», что интерпретируется как гомосексуал.
В Вавилоне (2100—560 гг. до н. э.) также документально подтверждается существование гомосексуальности, которая считалась обычным явлением и не осуждалась. Например, «Эпос о Гильгамеше» показывает эротические отношения героя с его спутником Энкиду. Была определённая связь между сексуальной (также гомосексуальной) практикой и религией. Есть свидетельства того, что некоторые из жрецов Иштар были гомосексуалами и участвовали в трансвеститских танцах в определённых ритуалах. В некоторых вавилонских храмах существовала священная мужская проституция, аналогичная той, которая существовала в Индии до современности, хотя остальная часть мужской проституции не была хорошо оценена.
В отличие от соседей, ассирийцы (1800—1077 гг. до н. э.) были нетерпимы к мужской гомосексуальности. Во времена правления Тиглатпаласара I, в средний период империи (XII век до н. э.), она наказывалась кастрацией, как это было обнаружено на табличке со следующим законом: «Если человек содомизирует своего партнёра, и они [судьи] докажут обвинения и признают его виновным, они содомизируют его и превратят в евнуха» Однако в Кодексе Хаммурапи (около 1770 года до н. э.), упоминаются salzikrum «дочери-мужчины», которые могли взять одну или несколько жён и обладали имущественными и наследственными правами, аналогичными мужчинам.

### Египет
Исторические свидетельства гомосексуальности в Древнем Египте очень скудны и в большинстве случаев неоднозначны.
В мастабе Саккары около 2400 г. до н. э., принадлежащей Хнумхотепу и Нианххнуму, двум старшим царским чиновникам фараона Ниусерры из V династии, появились изображения обоих, обнимающихся в ситуациях, очень похожих на обычные гетеросексуальные браки, найденные в других гробницах того же периода. Это заставляет нас думать, что они были гомосексуальной парой, но другие историки считают, что они могли быть братьями, возможно близнецами.
Самая явная ссылка на гомосексуальность в египетской культуре содержится в мифах о Сете и Горе. Легенда гласит, что Сет доминировал над Верхним Египтом, в то время как его племянник Гор — над Нижним Египтом, что олицетворяет фактическое разделение обеих территорий в Додинастический период Египта. Сет пытался изнасиловать Гора, и они несколько дней сражались в Ниле, превратившись в бегемотов. . В бою Сет вырвал глаз Гора, а Гор — пенис Сета. В конце концов со вмешательством Тота, бога мудрости, оба бога примирились. Эта легендарная сексуальная борьба и последующее примирение интерпретируются историками как аллегория борьбы между обоими царствами, которые объединились около 3000 года до н. э. После объединения пара богов часто представлялась символом единства с определёнными двусмысленными коннотациями. В некоторых версиях Сет даже рожает ребёнка от Гора. Другая история рассказывает, как Сет пытался «обесчестить» Гора. Сет анально изнасиловал Гора и пошёл к судьям, чтобы сообщить о случившемся. Но Гор собрал сперму Сета по совету своей матери, Исиды, которая положила его в салат, любимую еду Сета, и тот съел его, не заметив. Когда судьи призвали семя, чтобы проверить оплодотворение, все были удивлены, услышав его ответ из желудка Сета, поскольку он был обесчещен, а не Хорус. В повествовании не говорится, что египетское общество считало гомосексуальными отношениями, не ясно, является ли бесчестие следствием того, что они позволяли насиловать себя, играть пассивную роль или заниматься самим гомосексуальным сексом, но, по крайней мере, в нём записано, что они знали концепцию секса между мужчинами.

### Греция
Первые письменные документы, в которых подробно описывались гомосексуальные практики в древности, пришли из Греции. В Греции мужская гомосексуальная педерастия была глубоко укоренившимся обычаем. Такой обычай не заменял гетеросексуальный брак, но обычно проходил раньше, а также в то же время. Взрослые мужчины не часто вступали в отношения друг с другом (хотя были и исключения, как, например, в случае с Александром Македонским), а мужчина эраст обычно присоединялся к мальчику эромену. Обычно отношения начинались, когда взрослому любовнику было около двадцати, а мальчик только вступал в половую зрелость, продолжаясь до тех пор, пока эраст не достигал тридцати и не женился, хотя это могло продолжаться до неопределённого срока или заканчиваться раньше. Эти отношения были не только сексуальными: эраст приобретал правовой статус, аналогичный статусу родственника или опекуна мужского пола, и отвечал за образование и военную подготовку мальчика.
Гомосексуальные практики были обычаем прежде всего аристократического класса, посредством которого высшие классы передавали свои ценности. Некоторые исследования показали, что древние греки верили в то, что семя является источником знаний и что при таких отношениях мудрость передаётся из поколения в поколение. Будучи столь распространённым явлением, большинство греческих исторических деятелей того времени в какой-то момент своей жизни имели отношения с мальчиками или мужчинами.
Каноны, обряды и сексуальные соглашения, которые регулировали педерастию, значительно варьировались от одного полиса к другому, а также в течение тысяч лет, покуда она практиковалась в Греции. Педерастия была социально приемлемой формой гомосексуальности, но в этот период были и другие формы, включая проституцию и секс с рабами, хотя они были социально осуждены.
Хотя в меньшем количестве имеются также свидетельства о лесбиянстве, например, в поэзии Сапфо или в обрядах вакханок. Женщина, практикующая женский гомосексуализм, называлась трибада, от греческого «tribo» («тереть»). В Спарте существовала форма педерастических отношений, аналогичная мужской, также для женщин.
В Древней Греции и Фригии в культе богини Кибелы были кастрированные мужчины, и с этого момента они брали на себя платье и женскую роль.

### Рим
Социальное представление о гомосексуальности в Древнем Риме сильно варьировалось с течением времени. В то время как в республике она была ограничена lex Scantinia и считалась отклоняющимся от нормы греческим поведением; в первой половине империи это стало полностью принятым поведением, практикуемым даже императорами, одиннадцатью из первых двенадцати согласно Светонию в его работе «Жизнь двенадцати цезарей», куда был включён Юлий Цезарь; и другие более поздние императоры, такие как Траян, Адриан и Гелиогабал, среди прочих.
Наиболее распространённой формой гомосексуальных отношений в Риме была та, в которой хозяин играл активную роль, а раб — пассивную. Имеются также многочисленные данные о мужской проституции.
Во времена Римской империи произошли первые зарегистрированные браки между мужчинами. Например, Нерон последовательно вышел замуж за трёх мужчин и женился на двух женщинах. Браки осуществлялись без какой-либо правовой или институциональной реформы, потому что у римлян брак был частным договором между частными лицами, в который государство не вмешивалось.
Общественное признание гомосексуальности снова пошло на убыль с середины императорской эры, и её практика оказалась полностью запрещённой в начале христианской эпохи, наказанием её смертной казнью Феодосием I в 390 году.
Такое же осуждение поддерживалось в законодательстве Юстиниана I 538 года до конца Византии.

### Восточная Азия
В Китае гомосексуальность известна с древних времён. Пань Гуандань показывает в своём сборнике цитат о гомосексуальности в древних текстах, что почти все императоры династии Хань имели одного или нескольких любовников, обычно катамитов. В исторических записях также упоминаются лесбиянки.
Однополое сексуальное влечение в Китае считалось нормальным и не преследовалось, как это было в Европе в Средние века. Гомосексуальная любовь часто была представлена в китайском искусстве, и многие примеры пережили культурную революцию. Хотя нет больших статуй, есть много рисунков в рукописных свитках и шёлковых картинах, которые можно увидеть в частных коллекциях.
В Индии есть исторические записи в Ригведе (самый старый текст в Индии, середина II тысячелетия до н. э.), в традиционных источниках, в медицинских текстах — таких, как Сушрута-самхита (около 600 г. до н. э.) ― и юридических, упоминающие о существовании людей «третьего пола» (трития-пракрити, буквально «третья природа»). Эта группа охватывала как транссексуалов, так и интерсексуалов, а также гомосексуалов и бисексуалов; то есть всех, кто считал, что в его существе смешаны мужская и женская натуры. Камасутра, написанная в III веке н. э. — описывает гомосексуальные практики как мужчин, так и женщин, особенно методы фелляции между мужчинами.

## Средние века

### Америка
До 1492 года во многих культурах коренных народов, расположенных в Северной Америке, существовали люди, которые именовали себя «людьми с двумя душами». То есть люди, которые играли мужские и женские роли и обычаи, которые включали одевание и выполнение задач, не соответствующих полу, с которым они родились. Имеются данные о транссексуалах мужского и женского пола в более чем 130 племенах.
Есть также записи гомосексуальных отношений между мужчинами, иногда на протяжении всей жизни, и мужских педерастических отношений.
Ацтеки были, по-видимому, нетерпимыми и жестокими к гомосексуалам. Закон Мексики наказывал содомию смертью: насаживанием на кол за гомосексуальную активность, извлечением внутренностей через анальное отверстие за пассивность и избиением дубинками для лесбиянок.
Майя были относительно более терпимы к гомосексуальности, хотя в некоторых случаях они могли осудить её смертью в печи. Известно о сексуальных вечеринках среди майя, которые включали гомосексуальный секс. Общество майя считало гомосексуальность предпочтительной для добрачного секса, поэтому знать получала сексуальных рабов для своих детей.
Тольтеки, с другой стороны, были чрезвычайно терпимы к гомосексуальности и даже удивляли майя своими проявлениями эротизма.
В Империи инков были различия в отношении рассмотрения и принятия гомосексуальности в зависимости от районов империи. Там, где это было принято, раньше оно ассоциировалось с религиозными и сакральными концепциями. Испанские летописцы, такие как Педро Сьеса де Леон, Грегорио Гарсия или Барнабе Кобо, описывают обряды, проводимые жрецами-трансвеститами, включая гомосексуальные практики. Они также упоминают практику мужской гомосексуальной проституции в некоторых храмах инков. Существует множество керамических изделий того времени, которые представляют явный гомосексуальный секс культуры Чиму.

### Восточная Азия
В Китае практика гомосексуальности оставалась распространённой в династиях Сун и Мин и останется неизменной до Нового времени, династии Цин. В эти периоды продолжают создаваться аллюзивные картины и рисунки.
Фасады некоторых индуистских храмов в Индии (например, в Кхаджурахо) в Средние века всевозможными сексуальными сценами, в том числе гомосексуальными, без каких-либо скандалов. Несколько текстов свидетельствуют о практике гомосексуальности, такие как правовой кодекс Смрити-Ратнавали (XIV век), в котором упоминаются среди других мужчин, которые не могут вступать в брак с женщинами, ные люди (сандха), интерсекс-люди (нисарга) и три разных типа гомосексуалов: мукхе-бхага («рот-влагалище», те, кто занимается оральным сексом с другим мужчиной), асекия (которые глотают сперму от другого мужчины) и кумбхика (которые получают анальный секс). В Яиа-мангале из Ясодхары, тексте двенадцатого века, который комментировал Камасутру, говорится: «люди с таким [гомосексуальным] уклоном, которые добровольно отказываются от женщин, могут быть без них, потому что они любят друг друга, женятся друг на друге, объединённые глубокой и верной дружбой»
В Японии несколько литературных произведений периода Хэйан содержат ссылки на гомосексуальные отношения и существование транссексуалов, например, в Повести о Гэндзи, где несколько мужчин привлекают молодежь. В Кодзики упоминаются гомосексуальные практики некоторых императоров; например, они ссылаются на какого-то прекрасного мальчика, удерживаемого императором в сексуальных целях. В Средние века в японских армиях распространена практика мужской педерастии, сюдо.

### Европа
С падением Западной Римской империи её законодательство перестало применяться, поэтому гомосексуальность будет практиковаться свободно и с достаточной терпимостью в течение Раннего Средневековья в большинстве стран Европы, даже если это считалось грехом. Исключение составляет вестготская Испания, где правил Бревиарий Алариха, который наказывал мужские гомосексуальные практики кастрацией и изгнанием. В Восточной Римской империи Юстиниан I продолжает применять смертную казнь за гомосексуальную практику в своём законодательстве Corpus iuris civilis 538 года.
Европейское общество стало теоцентричным, и нетерпимость к гомосексуальности росла. Религиозные власти, очень влиятельные, считаясь гарантом клятвы вассала и вершины феодальной пирамиды, начинают систематически преследовать гомосексуалов с XII века. Христианство, как и другие авраамические религии, осуждает гомосексуальность, основываясь главным образом на толковании библейской истории о Содоме, в дополнение к осуждениям Левит и апостола Павла в Новом Завете.
Начинают считать, что, как и в библейском повествовании, её практика может навлечь божественный гнев на территории, где разрешена содомия, вызывая эпидемии и стихийные бедствия, что сделало гомосексуалов козлами отпущения. Пример такой точки зрения можно увидеть в испанском законодательстве Семи игр, которые, помимо осуждения гомосексуальной практики до смерти, утверждают следующее:
Папа Григорий IX, следуя рекомендациям третьего Латеранского собора 1179 года, положил конец всякой терпимости внутри и вне религиозных орденов, издав указ о том, что монахи-содомиты будут изгнаны, а миряне отлучены от церкви.
В 1184 году была основана средневековая инквизиция, в основном для преследования еретиков, таких как катары. Но помимо обвинений в ереси или сатанизме, их часто обвиняли в извращённых сексуальных практиках. И вскоре она стала инструментом для преследования колдовства и содомии. С тех пор гомосексуалов будут преследовать, пытать и приговаривать к смерти до конца Средневековья, а затем и на всём христианском Западе.
Эта атмосфера непримиримости заставляет гомосексуалов скрываться, и поэтому очень трудно найти гомосексуальных исторических персонажей, за исключением тех, которые появляются в отчётах о разбирательствах и казнях за содомию, а также обвинение в гомосексуальности было распространённым способом клеветы.

### Мусульманские страны
Хотя ислам также осуждает содомию, сексуальная мораль в то время была менее строгой в этом вопросе, если она проводилась в частном порядке. Практика педерастии была распространена во время Халифата Аббасидов. Историки отмечают, что интерес к контактам с мальчиками растёт параллельно с ужесточением норм защиты и интернирования женщин в домашней сфере. В это время мы находим ссылки на мужские педерастические отношения в поэзии и живописи от земель Аль-Андалуса до Индии.
В литературе принято превозносить любовь, сексуальную или нет, включая любовь к мальчикам. Хотя в прозе тоже есть отсылки, в основном мы видим примеры в поэзии, в стихах, восхваляющих красоту и любовь мальчиков. Есть несколько образцов этого в «Ожерелье голубки» андалусского поэта Ибн Хазма, на лугу Газелей Шамса аль-Дин Мухаммада ибн Хасана ан-Наваджи и в работах главного классического поэта на арабском языке Абу Нуваса.

## Новое время и современность

### Европа
В XVII и XVIII веках первые очаги современной гомосексуальной субкультуры обнаруживаются в крупных городах, таких как Лондон, Париж или Амстердам, где гомосексуальные отношения устанавливались в основном между взрослыми мужчинами, а не с мальчиками, которые можно было найти в определённых местах, часто с трансвеститными шоу. Появление этих субкультур вызвало бурную реакцию со стороны государств, которые пытались контролировать их через террор, убивая некоторых гомосексуалов в качестве «урока». Наиболее ярким примером является резня в Амстердаме в 1730 году, в которой было казнено не менее двадцати четырёх человек. Начался отказ от идеи содомии как порока, вызванного похотью, и возникло убеждение, что это был особый вкус меньшинства людей.

#### Эпоха Возрождения
В эпоху Возрождения произошли многие культурные и политические изменения, но преследование гомосексуалов продолжалось не только с той же интенсивностью, но и в то время имели место некоторые из самых больших преследований как церковными властями, так и гражданскими лицами по всей Европе.
Испанская инквизиция имела полномочия над преступлением «мужеложство» в Арагонской короне. В судах Барселоны, Валенсии и Сарагосы 12 % осуждённых инквизицией были приговорены к смерти на костре; судов за содомию между 1570 и 1630 было около 1000. Особенно суровым был суд Сарагосы, который между 1571 и 1579 осудил 543 человек за содомию, из которых 102 были казнены.
В период с 1536 по 1821 год португальская инквизиция взяла на себя более 4000 лиц, осуждённых за содомию, из которых около 500 были заключены в тюрьму и 30 умерли на костре, большинство в течение XVII века. В XV и начале XVI веков были значительные преследования со стороны гражданских властей в Венеции и Флоренции. Так, в период с 1342 по 1402 год в Венеции было совершено 13 казней, а во Флоренции, где наказания не были столь суровыми, хотя включали кастрацию и смерть на костре, было вынесено 2500 приговоров за содомию с 1432 по 1502 года, вынесенных Ufficiali di Notte (с 1478 по 1502 года было предъявлено 4062 обвинения, в общей сложности около 12 500 человек).
За пределами католической церкви в странах с реформатскими церквями были созданы свои собственные инквизиционные институты и репрессивные законы. Например, в Англии в период правления Генриха VIII был принят закон о содомии (1533), первый правительственный закон в этой стране против содомии, поскольку до тех пор преследование гомосексуалов и исполнение их приговоров осуществлялись церковными судами. Этот закон квалифицирует как преступление любую сексуальную практику, «противоречащую замыслу Бога и человека». Впоследствии он был реформирован судами, с тем чтобы включить в неё только анальный секс и зоофилию. Впоследствии этот закон был весьма влиятельным, поскольку он распространился на все британские колонии и лёг в основу законов, которые действовали до XXI века в странах Америки, Африки и Азии.
В 1532 году Карл V создал правовую базу, запрещающую те же практики в своей Constitutio Criminalis Carolina, которая оставалась в силе в Священной Римской империи до конца XVIII века. Статья 116 гласит:
Среди немногих персонажей того времени, которые можно назвать гомосексуалами, — художники Микеланджело и Леонардо да Винчи. Последний должен был подвергнуться судебному разбирательству и заключению под стражу по обвинению в содомии в юности, и в итоге был оправдан.

#### Наполеоновский кодекс и зарождающийся активизм
Французская революция отменила в 1791 году, основываясь на философских принципах эпохи Просвещения и её духе свободы, все те преступления, которые были определены как мнимые, такие как колдовство, ересь и содомия.
Французский Уголовный кодекс Наполеона сохранил такую декриминализацию, рассматривая только преступления, которые могут причинить вред третьей стороне, хотя была введена некоторая мера ограничения в отношении «нарушения общественной порядочности», которая впоследствии использовалась для ограничения сферы гомосексуальности и была основой цензуры. Завоевания Наполеона и французское культурное влияние распространили эту форму законодательства на Европу и Америку.
Этот факт имел долгосрочные последствия, создавая в Европе зону, состоящую из стран, почти всех католиков, которые вдохновили своё законодательство на наполеоновском кодексе, в котором гомосексуальность между взрослыми по взаимному согласию больше не является преступлением, среди них помимо Франции были Испания, Бельгия, Люксембург, Нидерланды, Португалия, Бавария и несколько территорий будущей Италии. В Испании обвинение в содомии было исключено из Уголовного кодекса 1822 года, а инквизиция была окончательно упразднена в 1834 году. Рядом с этой зоной была ещё одна, состоящая в основном из протестантских стран, в которых мужская гомосексуальность оставалась преступлением. Эта ситуация создала основу для некоторого гомосексуального туризма богатых людей, отправляющихся из Северной Европы в южные страны в поисках любовников и свободы.
Такое неравенство в правовом обращении с гомосексуальностью стало первым стимулом для того, чтобы некоторые гомосексуалы, жившие тогда в странах, криминализирующих гомосексуальность, начали кампании по отмене законов о содомии, утверждая, что их образ жизни не противоречит натуре и не является формой коррумпированной морали, подталкивая политиков к изменению законодательства. Стали появляться некоторые произведения, отражающие гомосексуальность в истории Древней Греции как «Эрос: Мужская любовь греков» Генриха Хёссли (1784—1864), одного из первых активистов. Среди этих первых активистов в поддержку гомосексуальности выделялись Карл Генрих Ульрихс (1825—1895), Карли Мария Кертбени (1824—1882) и Эдвард Карпентер (1844—1929). Врачи и учёные начали изучать гомосексуальность, отходя от нравственной сферы. В конце концов, этот активизм станет зародышем создания ЛГБТ-движения, особенно в странах, где гомосексуальность все ещё является преступлением.
Примером репрессий, все ещё существующих в большинстве стран, был знаменитый процесс, обвиняющий в «непристойном поведении с другими мужчинами» писателя и члена ордена Херонеи Оскара Уайльда, который был приговорён в 1895 году к двум годам принудительных работ, что разрушило его репутацию и вынудило бежать из Соединённого Королевства во Францию.

#### Освободительное движение в Германии, 1890—1934
Несмотря на существование в Германии законодательства, предусматривающего наказание за гомосексуальность — параграф 175 Уголовного кодекса — во время Веймарской республики полицейское давление в некоторых крупных городах было низким. Берлин считался либеральным городом с большим количеством местных жителей и ночных клубов. Были кабаре, где туристы и местные жители как гетеросексуальные, так и гомосексуальные наслаждались выступлениями трансвеститов.
Во время Второй Германской империи началось движение за права гомосексуалов, которое стало самым активным в мире, во время Веймарской республики. В 1897 году в Берлине был создан Научно-гуманитарный комитет (Wissenschaftlich-humanitäres Komitee, WhK) для борьбы за декриминализацию гомосексуальности и её социальное признание, а также ных людей, став тем самым первой в мире общественной организацией по защите прав геев.
Один из соучредителей Комитета, еврейский доктор Магнус Хиршфельд, также стал соучредителем и руководителем Института сексуальных наук. Он владел исследовательской библиотекой и большим архивом, а также публиковал научный журнал Jahrbuch für sexuelle Zwischenstufen (Ежегодник для промежуточных сексуальных состояний). Кроме того, у него была консультация по вопросам секса и брака. Он также стал пионером в продвижении международных конгрессов по изучению сексуальности, организовав Всемирную лигу сексуальных реформ и распространяя то, что называют «сексуальной реформой», призывая к гражданским правам и социальному признанию гомосексуальных и ных людей.
В 1903 году была создана ещё одна гей-организация Gemeinschaft der Eigenen, основанная Адольфом Брандом вместе с Бенедиктом Фридлендером и Вильгельмом Янсеном, идеалом которой была гомосексуальная любовь между мужественными мужчинами и педерастия по греческой модели. Её члены были интеллектуально близки к идеям Густава Уайнекена о педагогическом Эросе и защищали мужественность геев. Они прямо отвергли медицинские теории того времени о гомосексуализме, такие как теория промежуточных сексуальных стадий Магнуса Хиршфельда и Научно-гуманитарного комитета, считая, что они пропагандируют стереотип женственной гомосексуальности; поэтому они часто вступали в споры, хотя они также кратко сотрудничали с ними в 1920-х годах, чтобы бороться с параграфом 175. Gemeinschaft der Eigenen в дополнение к политической борьбе организовал всевозможные культурные и открытые мероприятия для геев, и они опубликовали Der Eigene — первый в мире регулярный гомосексуальный журнал (1896).
Появилось больше диссидентских организаций с организацией Хиршфельда. Ганс Канерт, основал в 1920-х годах Ассоциацию немецкой дружбы, направленную на формирование дружеских связей между немецкими гомосексуалами. Центр был открыт в Берлине с еженедельными встречами, и они публиковали также еженедельный бюллетень под названием Die Freundschaft. В 1921 году ассоциация выступила с призывом к действиям, направленным на то, чтобы немецкие гомосексуалы участвовали в правовой реформе.
В культурной сфере этот мстительный климат также нашёл своё отражение. Свобода печати в Веймарской республике способствовала появлению большого количества публикаций о гомосексуальности. В межвоенный период для гомосексуалов было издано 30 различных газет, журналов и бюллетеней. До Der Eigene (1896), Карл-Генрих Ульрихс уже издавал в 1870 году журнал Urnings, из которого был опубликован только один номер. Появились романы и книги всех видов. В 1919 году был снят первый из нескольких гей-тематических фильмов, «Не такой как все», в исполнении Конрада Фейдта, который рассказывает историю гомосексуальной жертвы шантажа, которая отчаянно просит помощи у известного врача (которого играет сам Магнус Хиршфельд) и кончает самоубийством под давлением общества. Тема была вдохновлена частым шантажом, которому гомосексуалисты подвергались в реальной жизни из — за законодательства, которое их наказывало. А в 1921 году была основана гомосексуальная театральная группа Theater des Eros. Даже в 1920 году был составлен первый гомосексуальный гимн Das lila Lied.
Научно-гуманитарный комитет, возглавляемый Хиршфельдом, сумел собрать около 5000 подписей известных граждан, призывающих к отмене параграфа 175, и в 1898 году подал петицию в Рейхстаг, но не был принят, так как она была поддержана только меньшинством Социал-демократической партии.
В 1929 году Хиршфельду удалось убедить парламентский комитет вновь представить Рейхстагу законопроект об отмене параграфа 175. Все делегаты от немецких политических партий, включая Коммунистическую партию Германии, за исключением нацистской партии, проголосовали за снятие параграфа 175 при голосовании в комитете. Таким образом, парламент был практически готов реформировать кодекс, когда крах Нью-Йоркской фондовой биржи, возникший финансовый кризис и условия аннексии Австрии нарушили новый законопроект.
В 1930 году выполнена первая в истории операция по коррекции пола. Датский художник Эйнар Могенс Вегенер (1882—1931) перенёс пять операций в Германии под руководством Магнуса Хиршфельда, после чего принял имя Лили Эльбе.

#### Нацистское и фашистское преследование
Все достижения Веймарской республики потерпели крах с приходом к власти Адольфа Гитлера и нацистской партии. В нацистскую эпоху гомосексуальность рассматривалась как признак неполноценности и генетический дефект, препятствующий увековечиванию арийской расы, что ужесточало применение параграфа 175 Уголовного кодекса Германии, в котором говорилось, что:
Неестественный половой акт, совершаемый между лицами мужского пола или людьми с животными, наказывается тюремным заключением. Можно также предусмотреть утрату гражданских прав.
Немцы, считающиеся гомосексуалами, были арестованы, заключены в тюрьму или помещены в концентрационные лагеря, как и гомосексуалы на оккупированных территориях, где многие были убиты. По оценкам немецкого историка Клауса Мюллера, в период с 1933 по 1945 год было арестовано около 100 000 человек.
Около половины из них были заключены в тюрьмы; от 15 000 до 10 000 из них были отправлены в концентрационные лагеря, из которых только около 4000 выжили в конце войны. Очень высокий процент по сравнению с другими группами из-за жестокого обращения с ними.

Гомосексуалы в концентрационных лагерях были идентифицированы с розовым перевернутым треугольником. Те гомосексуалы, которые также были евреями, были вынуждены носить звезду Давида, перевернутый треугольник которой был розовым. Этот символ в память об уничтожении в концентрационных лагерях в настоящее время используется ассоциациями, борющимися с дискриминацией по признаку сексуальной ориентации.
В целом можно утверждать, что лесбиянство как таковое не преследовалось системой, хотя отдельные юристы призывали к наказанию, а лесбийское и феминистское движение было запрещено. Имеются сообщения об отдельных случаях похищения лесбиянок и помещения их в публичные дома в концентрационных лагерях, однако факты настолько расплывчаты, а в некоторых случаях и противоречивы, что их подлинность подвергается сомнению. В концентрационных лагерях, естественно, были лесбиянки, но осуждённые за другие преступления. Особые трудности, с которыми сталкиваются лесбиянки во время войны, были вызваны угрозой преследования, которая привела к серьёзной правовой и социальной нестабильности, и в частности к запрету на «престижную» работу для женщин. В результате все женщины были отнесены к дешёвой рабочей силе, что в случае лесбиянок, без помощи зарплаты мужа, было особенно тяжело для их выживания. В Австрии, где женская гомосексуальность была незаконной, количество вынесенных судебных процессов и наказаний было незначительным, поскольку в большинстве случаев даже не было назначено минимальное наказание, предусмотренное законом, и часто предоставлялось условно-досрочное освобождение.
После войны вышеупомянутый параграф 175 оставался в силе в обеих Германии до конца 1960-х годов. Таким образом, гомосексуалы, которые выжили в нацистских концентрационных лагерях, могли быть снова арестованы по тому же закону. Даже в 1998 году, когда парламент Германии принял закон об отмене несправедливых приговоров, вынесенных при отправлении нацистского уголовного правосудия, две группы были исключены из всеобъемлющего аннулирования: военные дезертиры и гомосексуалы. Таким образом, выжившим гомосексуалам не разрешалось пользоваться процедурами, направленными на то, чтобы очистить их правовую стигму и получить компенсацию за несправедливость, которую они понесли, как и все остальные жертвы. Только в 2002 году в закон были внесены поправки, предусматривающие включение гомосексуалов.
В свою очередь, фашистские союзники Германии осуществляли собственное преследование гомосексуалов. В Италии преследование геев началось в 1940-х годах. При фашистской диктатуре Бенито Муссолини некоторые гомосексуалисты были отправлены во внутреннюю ссылку, в такие места, как крошечные итальянские острова. Во Франции режим Виши также ввёл законы против гомосексуалов. В то время как в Испании франкистский режим принял законы о преследовании и заключении в тюрьму гомосексуалов. Он вначале внёс поправки в закон «О расплывчатых и подлых лицах», включив в него гомосексуалов и заключив их в трудовые лагеря и сельскохозяйственные колонии, являющиеся подлинными концентрационными лагерями, такими, как Тефия на острове Фуэртевентура. Впоследствии, в 1970 году, будет принят закон об опасности и социальной реабилитации, предусматривающий тюремное заключение или помещение в психиатрические исправительные учреждения, который действовал до 1979 года в период перехода к демократии.

#### Преследование в СССР и других коммунистических странах
Одновременно с нацистским преследованием, в Советском Союзе происходило менее известное, но не менее разрушительное преследование. Как ни парадоксально, основа преследования была очень похожа на нацистскую, то есть псевдобиологическую концепцию «вырождения». Они считали гомосексуальность тарой, связанной с моральным и физическим упадком коррумпированной буржуазии. Гомосексуальность была объявлена деятельностью не только против природы, но и против социалистического общества, и, как таковая, должна была быть искоренена на всей советской территории. Так, в 1934 году в Уголовный кодекс РСФСР была внесена статья 121, гласившая: 
1. Половое сношение мужчины с мужчиной (мужеложство) наказывается лишением свободы на срок до 5 лет.

2. Отягчающее мужеложство. В случае применения физического насилия, угроз, практики с несовершеннолетним или злоупотребления превосходством с зависимым лицом наказывается лишением свободы на срок до 8 лет.
Аналогичные законы были приняты во всех странах Варшавского договора и в Китае. Кроме того, гомосексуальность часто использовалась в качестве оружия в политической борьбе СССР, чтобы обвинять политических оппонентов и строить против них планы.

### Азия
В большинстве мусульманских стран средневековая терпимость к гомосексуальности вскоре была отвергнута, и были введены более строгие и нетерпимые взгляды на её практику, становясь преследуемыми как преступление, применяя шариат. Согласно различным школам юридического толкования, мазхабам, приговоры варьируются от простого штрафа или плетей до тюремного заключения или смерти, в зависимости от места.
Представление о гомосексуальности почти во всех азиатских обществах получило с конца XVII века сильное влияние западного мнения, тогда весьма негативное, главным образом по двум путям. Прежде всего колониальное, английское и голландское законодательство, которое ввело законы против содомии в колониях. С другой стороны, когда правительства азиатских стран решили модернизировать их в XIX веке, приняв западные науки и технологии, они импортировали из европейской психологии того времени убеждение, что гомосексуальность является психическим расстройством. Кроме того, также повлияли на убеждения, распространяемые христианскими миссионерами в этом районе. Это привело к тому, что традиционно терпимые к гомосексуальности общества, такие как Индия или Китай, отрицательно изменили своё отношение. Кроме того, в Китае решающее значение будет иметь мнение коммунизма, который начал преследование в стране, как только он пришёл к власти и был создан в 1949 году Китайской Народной Республикой, которая не прекратилась бы до 1997 и 2001 годов, когда гомосексуальность была исключена из Уголовного кодекса и китайского списка психических заболеваний, соответственно.

### Африка к югу от Сахары и южные моря
До XX века в отчётах о странах Африки к югу от Сахары утверждалось, что гомосексуальности на континенте не существовало. К 1920 году стали появляться сообщения, подтверждающие обратное, и стали говорить о «узаконенной гомосексуальности» среди африканских народов, которая акцентировала внимание на различиях власти, возраста и функций, а не на сексуальном или эротическом удовольствии. Современные антропологи утверждают, что наоборот, гетеросексуальная сексуальность институционализирована, существует обязанность вступать в брак и иметь детей. В африканских патриархальных обществах гомосексуалы могут поддерживать отношения с другими мужчинами до тех пор, пока они невидимы для общества. Существует также бесчисленное множество свидетельств о лесбийских обычаях, включая Лесото, где две женщины могут выйти замуж, передав одну из них на роль мужчины.
Ситуация изменилась к 1900 году с колониализмом. Первоначально из-за появления больших концентраций сезонных рабочих, которые собирались в основном в шахтах и которые привели к появлению браков между мужчинами и мальчиками, церемонии и правила которых были похожи на гетеросексуальные. Обычай продолжался, по крайней мере, до 1980-х годов. Но самым глубоким изменением, вызванным колониализмом, было введение викторианской морали, христианских и исламских религий и законов содомии, которые превратили Африку к югу от Сахары в один из самых гомофобных районов планеты в XXI веке.
Есть многочисленные сообщения от путешественников и антропологов о гомосексуальности в Океании. Фигура маху на Таити, которая задокументирована с 1789 года в докладе Уильяма Блайта из факалити Тонги или фаафафина Самоа, аналогична фигуре двух американских духов: мужчин, которые принимают роль женщин в обществе. На Гавайях существовал институт айкане — молодых людей, которые служили вождям племен в политических и сексуальных вопросах и пользовались уважением как влиятельные люди. В Австралии принято, чтобы брат невесты служил сексуальной заменой будущему мужу, пока жених и невеста не достигли брачного возраста. В Папуа известно племя эторо, которые считают, что молодые люди должны пить сперму пожилых людей, чтобы получить жизненную силу. Изучение гомосексуальности в Океании оказало важное влияние на современное изучение этого явления на Западе, показав, что социально возможно иное восприятие. Несмотря на это, колонизация также повлияла на местное законодательство, и, например, гомосексуальность наказывается лишением свободы на срок до 14 лет в Папуа-Новой Гвинее.

### Америка

#### США
Соединённые Штаты унаследовали законодательство о содомии от Соединённого Королевства, и пуританские поселенцы принесли свои предрассудки против гомосексуалистов. Из 13 первоначальных колоний только в Джорджии не было закона против содомии, и почти во всех последующих колониях был принят Закон о содомии по англосаксонскому праву. После обретения независимости штаты сохранили законы о содомии, которые в целом приговаривали гомосексуальную практику мужчин к смертной казни. Гомосексуальные акты между женщинами до конца 20-го века также были наказуемы в большинстве штатов, но преследования были очень редкими, и наказания, как правило, были более мягкими, чем за одно и то же преступление между мужчинами. Просвещение и французская революция создали атмосферу либерализма, которая привела к тому, что несколько американских штатов отменили смертную казнь за содомию. Вместо этого было наложено наказание в виде 10 лет лишения свободы и конфискации имущества; однако в других штатах, таких как Южная Каролина, содомиты могли быть приговорены к смертной казни вплоть до 1873 года.
После появления психоанализа гомосексуальность стала рассматриваться как психическое расстройство, гомосексуалов интернировали добровольно или принудительно в психиатры и подвергали репаративной терапии, которая включала аверсивную терапию электрошоком и даже лоботомию. В течение первых двух третей XX века принятие гомосексуальности переживало колебания, поскольку общество проходило через более или менее консервативный период.
В 1924 году была создана первая организация, которая защищала гражданские права гомосексуалистов — Общество по правам человека, однако полиция быстро распустила её.
Отчёты Кинси о сексуальности мужчин (1948 год) и женщин (1953 год), где среди первых были научно рассмотрены вопросы гомосексуальности и бисексуальности среди других аспектов человеческой сексуальности в целом, получили широкое распространение в научных кругах и за их пределами. Публикация первого тома, озаглавленного «Сексуальное поведение самца человека», стала неожиданностью для общества: в нём утверждалось, что гомосексуальные практики не являются маргинальным явлением и осуществляются значительным процентом населения.

#### Латинская Америка
С течением времени правовой режим гомосексуальности и признание гражданских прав гомосексуалов в регионе были весьма неравномерными. В то время как ряд стран рано присоединились к наполеоновскому Уголовному кодексу и декриминализовали гомосексуальную практику в XIX веке, например Бразилия (1830 год), Мексика (1871 год), Гватемала (1871 год) и Аргентина (1886 год), некоторые из них декриминализовали её на протяжении XX века, например Перу (1924 год), а другие ждали до XXI века, чтобы снять запрет, такие как, Пуэрто-Рико (2005 год), Панама (2008 год) и Никарагуа (2008 год), почти одновременно с этим другие государства начали признавать право на гражданский союз однополых пар; особо следует отметить случай Венесуэлы, где гомосексуальность никогда не наказывалась.
Первая организация, претендующая на права гомосексуалов в Латинской Америке, Nuestro Mundo, была основана в Аргентине в 1967 году и вскоре последовали другие, такие как Frente de Liberación Homosexual Аргентины и Мексики (1971 год), Colectivo de Liberación Homosexual (Мексика, 1972 год), Comunidad del Orgullo Gay (Пуэрто-Рико, 1974 год) и Comunidad Homosexual Argentina (1984 год).

### Гомофильное движение
«Гомофильное движение» было ЛГБТ-движением, возникшим после Второй мировой войны, примерно между 1945 и концом 1960-х годов. Название «гомофил» от греческого φιλία (filia, любовь) было принято этими группами в качестве альтернативы слова «гомосексуальность», чтобы подчеркнуть любовь, а не секс, и чтобы отойти от негативного и стереотипного образа гомосексуала, ведущего беспорядочную половую жизнь. Слово было введено Карлом-Гюнтером Хеймсотом в его докторской диссертации 1924 года «Гетеро и гомофилия».
Они стремились добиться признания гомосексуалов и стать респектабельными членами общества двумя способами: научными знаниями о гомосексуальности и попытками убедить общество в том, что, несмотря на различия, которые сводились к частной сфере, гомосексуалы были нормальными и законными. Эти группы считаются политически умеренными и осторожными по сравнению с предыдущими и последующими ЛГБТ-движениями. Было и более радикальное исключение, как американский коммунист Гарри Хэй. Однако мало кто был готов выйти из подполья, поскольку в большинстве западных стран они рисковали лишением свободы, и в общественном мнении того времени преобладала гомофобия.
В этот период в различных странах Европы и Америки было сформировано несколько гомофильных организаций, таких как COC Nederland, Forbundet af 1948 и International Gay World Organisation; североамериканские Общество Маттачине и Дочери Билитис; и английские Homosexual Law Reform Society и Campaign for Homosexual Equality.
Одной из основных задач, выполняемых гомофильными группами, было издание журналов, которые распространяли научные знания о гомосексуальности и рассматривали этот вопрос с позитивной точки зрения, среди этих публикаций были Der Kreis, Arcadie и ONE, Inc.
Термин «гомофил» вышел из употребления с упадком движения и его организаций, когда в 1969 году возникло Освободительное движение геев и лесбиянок.

### Стоунволлские бунты
Власти Нью-Йорка в шестидесятые годы демонстрировали свою нетерпимость, отказывая в лицензии на употребление алкоголя в барах, которые часто посещали гомосексуалы, в качестве способа давления. Поскольку там всё равно подавали алкоголь, это становилось поводом для проведения полицейских рейдов и преследования клиентов. 28 июня 1969 года один из этих беспорядков в баре Стоунволл-инн на Кристофер-стрит в Гринвич-Виллидж спровоцировал восстание гомосексуалов против полицейских сил, беспорядки на улицах продолжались в течение трёх дней.
Несмотря на бунт, полицейские рейды в Нью-Йорке не закончились беспорядками в Стоунволле. 8 марта 1970 года полиция арестовала 167 человек в Snake Pit, другом гей-баре Гринвич-Виллидж. Инцидент привёл к трагическим последствиям, поскольку один из задержанных, молодой аргентинец, боясь потерять визу, выскочил из окна и получил серьёзные ранения.
События раннего утра 28 июня 1969 года не были первым столкновением гомосексуалов с полицией ни в Нью-Йорке, ни в других местах. Уже были беспорядки в кафе Комптона в 1966 году и в таверне Black Cat в Лос-Анджелесе во время рейда в 1967 году, однако различные обстоятельства сделали беспорядки Стоунволла незабываемыми. Расположение этого места способствовало его успеху, с узкими улицами, которые давали протестующим преимущество перед полицией. Кроме того, многие участники и жители Гринвич-Виллидж принадлежали к политическим организациям и смогли мобилизовать большое и сплочённое гей-сообщество в течение нескольких недель после восстаний. Таким образом, эта акция оказала гораздо большее влияние на гей-сообщество, чем чувство солидарности в краткосрочной перспективе, став отправной точкой освободительного движения ЛГБТ, вызвав объединение гомосексуалов в такие организации, как Фронт освобождения геев или Альянс гей-активистов. Но, пожалуй, самым выдающимся аспектом беспорядков Стоунволла является его собственное празднование, которое породило ежегодные мероприятия Международного дня ЛГБТ-гордости, празднование которого в настоящее время объединяет сотни тысяч людей во всём мире, защищающих свои права. Таким образом, беспорядки Стоунволла остались для истории вехой и символом начала в борьбе за права геев.
Успех и последствия беспорядков Стоунволла во многом обусловлены изменением общего мышления общества в шестидесятые годы, которое поощрялось сексуальной революцией, феминистским движением и борьбой за гражданские права расовых меньшинств. Стоунволл представляет собой переломный момент в организации коллективов и взаимосвязи гей-субкультуры, радикально меняя свою политическую программу. В то время как активисты предыдущих поколений в основном боролись за более широкое признание, поколения, следующие за Стоунволлом, будут требовать социального признания, полной интеграции и уравнивания прав.
Также произошли изменения в языке, термин «гомосексуалист», который поддерживал негативные коннотации, исходящие от психиатрии, был отвергнут многими американскими гомосексуалами семидесятых годов, а также эвфемизм «гомофил»; вместо этого он был взят в культовом языке, без негативных коннотаций, слово «гей» (на английском языке: весёлый), которое, как ни странно, до тех пор использовалось хулителями гомосексуализма.90, и это не займёт много времени, чтобы быть введены на других языках.

### Эпоха СПИДа
Эпоха СПИДа официально началась 5 июня 1981 года, когда Центр по профилактике и контролю заболеваний (США) созвал пресс-конференцию, на которой описал пять случаев пневмонии в Лос-Анджелесе. В следующем месяце было зарегистрировано несколько случаев саркомы Капоши. Несмотря на то, что врачи знали как пневмоцистную пневмонию, так и саркому Капоши, совместное появление обоих у нескольких пациентов привлекло их внимание. Большинство из этих пациентов были сексуально активными гомосексуалами.
В связи с появлением на теле инфицированных розовых пятен пресса стала называть СПИД «розовой чумой», указывая также на гомосексуалов, хотя вскоре стало известно, что им страдают и другие группы, такие как гаитянские иммигранты в Соединённых Штатах, потребители инъекционных наркотиков, рецепиенты переливания крови и гетеросексуальные женщины.
Красный галстук — международный символ борьбы со СПИДом.
До 1984 года причина была неизвестна, и были высказаны различные теории о возможной причине СПИДа. Теория, получившая наибольшую поддержку, заключалась в том, что СПИД был вызван вирусом. Доказательства, подтверждающие эту В 1983 году группа из девяти геев со СПИДом из Лос-Анджелеса, у которых были общие сексуальные партнёры, включая ещё одного мужчину в Нью-Йорке, у которого были половые контакты с тремя из них, послужила основой для создания типичной модели заражения инфекционными заболеваниями. Эта гипотеза в конечном итоге привела к открытию ВИЧ, и стало возможным начать исследование его лечения и происхождения.
Наиболее известная в настоящее время теория о происхождении СПИДа утверждает, что ВИЧ происходит от вируса, называемого «вирусом иммунодефицита обезьян» (VIS), эквивалентного ВИЧ и вызывающего симптомы, подобные СПИДу, у других приматов. Это случилось бы с человеком из-за потребления мяса этих животных и начал распространяться в африканском населении в XIX веке.
Первоначально гей-сообщество было обвинено в появлении и последующем распространении СПИДа на Западе. Даже некоторые религиозные группы пришли к утверждению, что СПИД был Божьим наказанием гомосексуалам (эта вера по-прежнему популярна среди некоторых меньшинств христианских и мусульманских верующих). Другие обвинили гомосексуалов в «развратном» образе жизни как виновника болезни. Все это, хотя впоследствии стало известно, что распространение в Африке происходило главным образом по гетеросексуальным каналам. Во всяком случае, относительно быстрое распространение болезни в гомосексуальных общинах, в сочетании с тем, что большинство ранних известных больных в западных обществах были гомосексуалами, подпитывало эти убеждения. Одним из важных факторов такого ускоренного распространения явилось то обстоятельство, что использование презерватива было необычным для гомосексуалов, поскольку оно рассматривалось лишь как метод контрацепции.
Описанные предрассудки сделали шаг назад в принятии гомосексуального факта. Все жертвы этой болезни в первые моменты страдали от стигматизации, которая была двойной в случае гомосексуалов. И коллективам жертв пришлось прилагать усилия и сотрудничать с медицинским сообществом в проведении кампаний по выявлению истинных причин и форм передачи болезни, с тем чтобы избавиться от паники и положить конец дискриминации.
С другой стороны, эпидемия оказала большое влияние на гей-сообщество, поскольку большая часть поколения была затронута, и выжившие должны были видеть, как сверстники и друзья погибли до появления антиретровирусных препаратов. Он также изменил сексуальные обычаи большинства; когда были известны пути заражения, были приняты меры защиты, что привело к распространению использования презерватива.

### Исключение из ВОЗ
С появлением психоанализа в 1890-х годах произошёл сдвиг в восприятии гомосексуальности частью западных обществ, они перестали видеть гомосексуалистов как порочных, грешников или преступников, чтобы стать психически больными. То, что было далеко не прорывом, привело к ухудшению ситуации, поскольку дело касалось не только религиозных фанатиков и репрессивных политиков, но и психиатров и самых разных теорий в этой области. Гомосексуалы, даже в тех местах, где это не было преступлением, рисковали быть «вылеченными». Многие гомосексуалы во всем мире были добровольно или насильственно помещены в психиатрические лечебницы и подвергались травмирующей репаративной терапии на протяжении большей части XX века.
17 мая 1990 года стало одной из вех в истории ЛГБТ, ВОЗ исключила гомосексуальность из Международной статистической классификации болезней и других проблем со здоровьем. За этим исключением из перечня психических заболеваний следовали другие медицинские организации мира: Соединённое Королевство сделало то же самое в 1994 году, за которым следовали Министерство здравоохранения Российской Федерации в 1999 году и Китайское общество психиатрии в 2001.
Это решение имело прецедент в 1973 году, когда Американская психиатрическая ассоциация (APA) изменила предыдущий статус гомосексуальности, единогласно проголосовав за исключение гомосексуализма из раздела «сексуальные отклонения» второго издания диагностического и статистического руководства по психическим расстройствам (DSM-II). Это решение было официально подтверждено простым большинством (58 %) генеральных членов АПА в 1974 году, которые решили заменить этот диагноз более мягкой категорией «расстройств сексуальной ориентации», который будет заменён в третьем издании (DSM-III) термином эгодистоническая гомосексуальность, который в конечном итоге исключил его из списка в пересмотре того же издания (DSM-III-R) в 1986 году. В настоящее время АПА рассматривает расстройства принятия своей сексуальной ориентации только как одно из «неопределённых сексуальных расстройств».
С тех пор гомосексуалы больше не могут подвергаться дискриминации, считая их больными или расстроенными, и не должны страдать от опасных методов сексуальной переориентации, хотя недоброжелатели гомосексуальности по-прежнему считают, что они были исключены из списка не по научным критериям, а из-за политического давления со стороны гомосексуальных организаций.

### Гражданские права и брак
ЛГБТ-движение с конца XIX века борется и работает над обеспечением равных прав. И Всеобщая декларация прав человека отразила это требование:
Все люди рождаются свободными и равными в правах. Они наделены разумом и совестью и должны поступать в отношении друг друга в духе братства.
Каждый человек должен обладать всеми правами и всеми свободами, провозглашёнными настоящей Декларацией, без какого бы то ни было различия, как-то в отношении расы, цвета кожи, пола, языка, религии, политических или иных убеждений, национального или социального происхождения, имущественного, сословного или иного положения.

Статьи 1 и 2 Всеобщей декларации прав человека
Как только в Европе и почти во всей Америке была достигнута декриминализация гомосексуализма (не без труда; в таких странах, как Соединённые Штаты должен был быть Верховный суд, который удалил законы о содомии, которые сохранялись в 2003 году), следующим требованием к концу XX и началу XXI века, помимо борьбы за декриминализацию содомии в остальном мире, было признание гражданских союзов и однополых браков. Таким образом, права гомосексуальных пар будут приравнены к правам гетеросексуальных пар в таких областях, как наследование, доступ к социальному страхованию пары или налоговые льготы.
Первым государством в мире, легализовавшим однополые браки, были Нидерланды в 2001 году, когда 1 апреля того же года состоялся первый брак в мэрии Амстердама.
Вслед за Нидерландами однополые браки были призваны Бельгией (2003 год), Испанией и Канадой (2005 год), Южной Африкой (2006 год), Норвегией и Швецией (2009 год), Португалией, Исландией, Аргентиной (2010 год), Данией (2012 год) и Уругваем и Францией (2013 год), а также 6 штатами Соединённых Штатов и Мехико.
В США продолжается судебная и политическая борьба. Первые браки в стране были связаны с судебными решениями, которые после длительных судебных разбирательств привели к отмене дискриминации в этих штатах. В то время как в таких штатах, как Вермонт и Нью-Джерси, была принята форма гражданского союза с правами, подобными браку (хотя и с ограничениями). Брак между лицами одного пола признаётся в Округе Колумбия и в 32 Штатах: Аляска, Аризона, Калифорния, Северная Каролина, Колорадо, Коннектикут, Делавэр, Гавайи, Айдахо, Иллинойс, Индиана, Айова, Мэн, Мэриленд, Массачусетс, Миннесота, Невада, Нью-Гэмпшир, Нью-Джерси, Нью-Йорк, Нью-Мексико, Оклахома, Орегон, Пенсильвания, Род-Айленд, Юта, США, Виргиния, Западная Виргиния, Вермонт, Вашингтон, Висконсин, и Вайоминг. Также признаётся в трёх племенных юрисдикциях: в племенах кокиль, Суквамиш и Одавареспективно.
Дискуссия по-прежнему открыта во многих частях мира. В то время как некоторые страны узаконивают гражданские союзы гомосексуалов с идентичными чертами гетеросексуалов (некоторые из них дифференцируются только от имени Союза, чтобы не называть его браком), другие принимают промежуточные формулы, которые признают некоторые права, но ограничивают другие. Некоторые активисты и адвокаты по гражданским правам считают эти ограничения примером тирании большинства.